# Emanuel Gohle

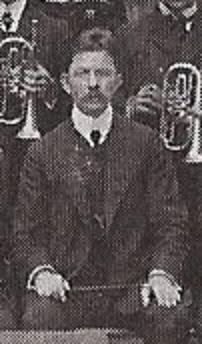
Emanuel Gohle, 1905 als Dirigent des Bläserchors der Neuapostolischen Gemeinde Rixdorf (Berlin)

Emanuel Gohle (* 8. September 1867 in Berlin; † 15. Juli 1937 ebenda) war ein deutscher neuapostolischer Komponist und Liederdichter.

## Leben
Emanuel Gohle schloss sich nach seiner Militärzeit einer Baptistengemeinde an. Im Jahre 1896 hatte er erstmals Kontakt zur Neuapostolischen Kirche. Er wurde am 22. Februar 1897 neuapostolisch. Gohle studierte Musik und wurde Lehrer am Berliner Konservatorium. In der noch jungen Kirche erhielt er den Auftrag, Chöre zu gründen und zu schulen, sowie Lieder für den Chor- und Gemeindegesang zu schaffen. Er wirkte unter anderem in der Gemeinde Schwaan bei Rostock, wo er zeitweilig auch die Chorleitung innehatte. Die vielen von ihm geschriebenen und komponierten Lieder wurden zum festen Stamm der neuapostolischen Musikkultur.

## Lieder  (Auswahl)
- Ich hab in Jesu Heil gefunden
- Nimm Jesus in dein Lebensschiff
- Mach mich reiner
- Ein Liebesmeer
- Bewahr dem Herrn die Treue
- Erlöst, erlöst
- Kennst du den Freund
- Einen Freund hab ich gefunden

## Stil
Emanuel Gohle wurde sehr durch das Erweckungslied der US-amerikanischen Erweckungsbewegung beeinflusst. Er blieb diesem Stil auch bis ins 20. Jahrhundert treu. Seine Prägung durch die Werke von Bliss und Gebhardt zeigt sich vor allem in der Harmonik. In der Taktwahl verwendete er oft 6/8- und 9/8-Takte; ersterer tritt sehr häufig beim Erweckungslied auf. 
Eine Besonderheit des Komponisten Gohle war allerdings die vermehrte Verwendung von Triolen in Liedern des 4/4-Taktes; diese findet man nahezu gar nicht bei Bliss oder Gebhardt. Es könnte sich hierbei um eine Rückbesinnung auf die häufig vorkommenden Dreiergruppen im Erweckungslied handeln, wie es in den Vereinigten Staaten des 19. Jahrhunderts gesungen wurde.
Gohle ist, obwohl er während der Jahrhundertwende komponierte, als Romantiker einzustufen. Er ist dabei eher ein später Romantiker als ein Spätromantiker, da er niemals den romantischen Stilismus zugunsten spätestromantischer oder gar moderner Wendungen aufgab. 
Emanuel Gohle ist Inbegriff gewachsener neuapostolischer Musikkultur, wie sie vor Ausgabe des neuen Gesangbuches (Gesangbuch der Neuapostolischen Kirche) bestanden hat. Jüngere Komponisten haben mittlerweile seine Lieder neu interpretiert und teilweise in Harmonie und Melodik verändert. Möchte man Gohles Lieder im Original studieren, muss man daher auf das alte Gesangbuch (Neuapostolisches Gesangbuch) oder die Chormappe (bzw. das Chorliederbuch) zurückgreifen.